# Corus Entertainment
Corus Entertainment Inc. es una empresa internacional de medios de comunicación de Canadá que cotiza en bolsa y el conglomerado de entretenimiento tanto en Canadá como el resto del mundo.
Corus Entertainment tiene una gran presencia en la transmisión canadiense, es propietario de la red nacional Global Television Network, treinta y nueve estaciones de radio y una cartera de treinta y siete servicios de televisión temáticos y especializados. Corus es dominante en la industria de televisión infantil de Canadá a través de su propiedad de las cadenas nacionales de televisión YTV, WatchNext Media Productions, Teletoon y Treehouse TV, el estudio de animación Nelvana, la editorial Kids Can Press, y las versiones localizadas de Cartoon Network, Disney Channel, Disney Junior, Disney XD y las marcas de Nickelodeon.
La segunda encarnación de la división de medios de Shaw, formada por las propiedades de la bancarrota Canwest Global, fue subsumida por Corus el 1 de abril de 2016, dándole el control del canal Global, y 19 canales especiales adicionales. En mayo de 2019, Shaw anunció que vendería sus acciones en Corus por aproximadamente $ 500 millones.

## Sitios web
- YTV.com
- TreehouseTV.com
- TreehouseDirect.com (Servicio de descarga de video)
- Wnetwork.com
- CMTCanada
- Nickelodeon Canada
- Archivado el 30 de junio de 1998 en Wayback Machine. Tln Network
- Kids International Channel (enlace roto disponible en Internet Archive; véase el historial, la primera versión y la última). (Internacional)

### Subsidiarias
- YTV.com
- TreehouseTV.com
- TreehouseDirect.com (Servicio de descarga)
- Wnetwork.com
- CMTCanada
- Nickelodeon
- Kids International Channel (enlace roto disponible en Internet Archive; véase el historial, la primera versión y la última).

- Datos: Q1135686
- Multimedia: Corus Entertainment / Q1135686